# Cohani
Cohani (auch Koani) ist eine Ortschaft im Departamento Oruro im Hochland des südamerikanischen Andenstaates Bolivien.

## Lage im Nahraum
Cohani ist der größte Ort des Kanton Lequepalca im Municipio Paria in der Provinz Cercado. Die Ortschaft liegt auf einer Höhe von 3929 m an dem nach Westen fließenden Río Leque Palca, der in der Ebene des Río Caracollo zwischen Caracollo und Oruro versickert.

## Geographie
Cohani liegt am östlichen Rand des bolivianischen Altiplano vor dem Höhenzug der Serranía de Sicasica. Das Klima ist geprägt durch ein typisches Tageszeitenklima, bei dem die Temperaturschwankungen zwischen Tag und Nacht größer sind als zwischen den Jahreszeiten.
Die Jahresdurchschnittstemperatur der Region liegt bei etwa 10 °C (siehe Klimadiagramm Oruro), wobei die Monatsdurchschnittswerte zwischen 6 °C im Juni/Juli und 14 °C im November schwanken. Der Jahresniederschlag liegt bei niedrigen 400 mm, mit einer ausgeprägten Trockenzeit von April bis November mit Monatswerten unter 20 mm, und einer kurzen Feuchtezeit von Dezember bis Februar mit monatlich etwa 80 mm.

## Verkehrsnetz
Cohani liegt in einer Entfernung von 61 Straßenkilometern nordöstlich von Oruro, der Hauptstadt des Departamentos.
Von Oruro aus führt die asphaltierte Nationalstraße Ruta 1 in nördlicher Richtung 38 Kilometer bis Caracollo und von dort weiter in die Nachbarstädte La Paz und El Alto. In Caracollo zweigt die Ruta 4 nach Osten ab und erreicht nach 23 Kilometern über Ocotavi die Ortschaft Cohani. Die Straße durchquert dann die fast menschenleere Serranía de Sicasica auf ihrem Weg in das 194 Kilometer entfernte Cochabamba, von wo aus sie weiter nach Santa Cruz im bolivianischen Tiefland und bis an die brasilianische Grenze führt.

## Bevölkerung
Die Einwohnerzahl der Ortschaft ist im vergangenen Jahrzehnt um etwa ein Fünftel angestiegen:
| Jahr | Einwohner         | Quelle       |
| ---- | ----------------- | ------------ |
| 1992 | keine Detaildaten | Volkszählung |
| 2001 | 108               | Volkszählung |
| 2012 | 128               | Volkszählung |
| 2024 |                   | Volkszählung |

Die Region weist einen deutlichen Anteil an Quechua-Bevölkerung auf, im Municipio Paria sprechen 93,1 Prozent der Bevölkerung Quechua.